# Unterseeboot type U 27 (Allemagne)
Pour les articles homonymes, voir Unterseeboot type U 27.
Le Unterseeboot type U 27 était une classe de sous-marins (Unterseeboot) océaniques d'attaque construite en Allemagne pour la Kaiserliche Marine à l'aube de la Première Guerre mondiale.

## Conception
Les sous-marins allemands de type U 27 étaient des sous-marins océaniques à double coque similaires aux sous-marins de type U 23 en termes de dimensions et ne différaient que légèrement en termes de propulsion et de vitesse.
Le U-Boot de type U 27 mesurait 64,7 mètres de long, 6,32 m de large et 7,68 m de haut. Il déplaçait 685 tonnes en surface et 878 tonnes en immersion. Le système de propulsion du sous-marin était composé d'une paire de moteurs diesel à deux temps de 6 cylindres fabriqués par Germania de 2 000 CV (1 470 kW) pour une utilisation en surface, et de deux moteurs électriques à double dynamos construits par SSW de 1 200 CV (880 kW) pour une utilisation en immersion. Les moteurs électriques étaient alimentés par un banc de deux batteries de 110 cellules. Ce type de U-Boot pouvait naviguer à une vitesse maximale de 16,7 nœuds (30,9 km/h) en surface et de 9,8 nœuds (18,1 km/h) en immersion. La direction était contrôlée par une paire d'hydroplanes à l'avant et une autre paire à l'arrière, et un seul gouvernail.
Ce type était armé de quatre tubes torpilles de 50 centimètres (19,7 pouces), qui étaient fournis avec un total de six torpilles. Une paire de tubes était située à l'avant et l'autre à l'arrière. Il était équipé d'un 1 ou 2 canons SK L/30 de 8,8 cm (3,5 in) pour une utilisation en surface.
Ces U-Boote étaient manœuvrés par 4 officiers et 31 membres d'équipage.
| Bateaux     | Nbr | Chantier naval             | N° fabrique | Construction |
| ----------- | --- | -------------------------- | ----------- | ------------ |
| U-27 à U-30 | 4   | Kaiserliche Werft à Danzig | 17 - 20     | 1912 - 1914  |

## Liste des sous-marins type U 27
Quatre exemplaires de sous-marins de type U 27 ont été construits :
- SM U-27
- SM U-28
- SM U-29
- SM U-30

## Source de la traduction
- (en) Cet article est partiellement ou en totalité issu de l’article de Wikipédia en anglais intitulé « German Type U 27 submarine » (voir la liste des auteurs).